# 325-я стрелковая дивизия (2-го формирования)
325-я стрелковая Двинская дивизия  — воинское соединение Вооружённых Сил СССР в Великой Отечественной войне. Период боевых действий: с 10 мая 1944 года по 9 мая 1945 года.

## История
325-я стрелковая дивизия сформирована 10 мая 1944 года на базе 23-й и 54-й стрелковых бригад. С июня 1944 года в составе 44-го стрелкового корпуса 22-й армии 2-го Прибалтийского фронта.
9 августа 1944 года за бои в районе Двинска и Режицы 325-я стрелковая дивизия удостоена почётного наименования «Двинская». Дивизия принимала участие в Мадонской операции, в форсирование реки Айвиексте 10-11 августа. В сентябре находилась в составе 3-й ударной армии.
С октября 325-я стрелковая дивизия в составе 2-й гвардейской армии 1-го Прибалтийского фронта участвовала в Мемельской наступательной операции, с декабря 1944 в составе 43-й армии участвует в блокаде Курляндской группировки противника.
С января 1945 года в составе 103-го стрелкового корпуса 3-го Белорусского фронта участвует в Восточно-Прусской операции, наносит удар на Тильзит.
С марта в составе Земландской группы войск участвует Инстербургско-Кёнигсбергской, Кёнигсбергской и Земландской наступательных операциях. В апреле дивизия передана в состав 2-й гвардейской армии.
Закончила войну 325-я стрелковая Двинская дивизия в составе 103-го стрелкового корпуса 43-й армии 2-го Белорусского фронта.
Расформирована летом 1945 года в составе Северной группы войск.

## Награды
- 1944 год — Почетное наименование Двинская — присвоено приказом Верховного Главнокомандующего за отличие в боях при освобождении города Двинска.

Награды частей дивизии:
- 85-й стрелковый Тильзитский[4] ордена Кутузова[5] полк
- 110-й стрелковый ордена Суворова[6] полк
- 114-й стрелковый ордена Кутузова[5] полк

## Состав
- 85-й стрелковый полк;
- 110-й стрелковый полк;
- 114-й стрелковый полк;
- 893-й артиллерийский полк;
- 16-й отдельный истребительно-противотанковый дивизион;
- 81-я отдельная разведывательная рота;
- 254-й отдельный сапёрный батальон;
- 781-й отдельный батальон связи (1381-я отдельная рота связи);
- 415-й отдельный медико-санитарный батальон;
- 408-я отдельная рота химической защиты;
- 395-я отдельная автотранспортная рота;
- 184-я полевая хлебопекарня;
- 753-й дивизионный ветеринарный лазарет;
- 1502-я полевая почтовая станция;
- 558-я полевая касса Государственного банка.

Перечень № 5 Стрелковых, горнострелковых, мотострелковых и моторизованных дивизий, входивших в состав действующей армии в годы Великой Отечественной войны 1941—1945 гг. / А. П. Покровский. — М.: Министерство обороны, 1956. — 218 с.

## Подчинение
| Дата            | Фронт (округ)                                    | Армия                 | Корпус                  |
| --------------- | ------------------------------------------------ | --------------------- | ----------------------- |
| 01.06.1944 года | 2-й Прибалтийский фронт                          | 22-я армия            | 44-й стрелковый корпус  |
| 01.10.1944 года | 1-й Прибалтийский фронт                          | 2-я гвардейская армия | 44-й стрелковый корпус  |
| 01.12.1944 года | 1-й Прибалтийский фронт                          | 43-я армия            | 44-й стрелковый корпус  |
| 01.01.1945 года | 1-й Прибалтийский фронт                          | 43-я армия            | 103-й стрелковый корпус |
| 01.02.1945 года | 3-й Белорусский фронт                            | 43-я армия            | 103-й стрелковый корпус |
| 01.03.1945 года | 3-й Белорусский фронт (Земландская группа войск) | 43-я армия            | 103-й стрелковый корпус |
| 01.04.1945 года | 3-й Белорусский фронт (Земландская группа войск) | 2-я гвардейская армия | 103-й стрелковый корпус |
| 01.05.1945 года | 2-й Белорусский фронт                            | 43-я армия            | 103-й стрелковый корпус |

## Командиры
- Сухоребров, Никита Захарович, полковник (с 01.05.1944 по 31.05.1945)[2].

## Отличившиеся воины дивизии
Герои Советского Союза.
- Волосатов, Иван Кириллович (4 декабря (21 ноября) 1902 года — 13 апреля 1945 года), Герой Советского Союза, участник Великой Отечественной войны, командир батальона 114-го стрелкового полка.

 Кавалеры ордена Славы трёх Степеней.
- Иванов, Михаил Трофимович, старший сержант, помощник командира разведывательного взвода 85 стрелкового полка.
- Куксилов, Вадим Васильевич, сержант, телефонист 85 стрелкового полка.
- Назаров, Чары, сержант, командир расчёта 82-мм миномёта 110 стрелкового полка.
- Панков, Алексей Иванович, старший сержант, помощник командира взвода 81 отдельной разведывательной роты.
- Прохоров, Пётр Андреевич, старшина, командир отделения 254 отдельного сапёрного батальона.
- Пьянков Михаил Иванович, старший сержант, командир отделения взвода пешей разведки 85 стрелкового полка.
- Сафонов, Серафим Георгиевич, старший сержант, командир расчёта 76-мм орудия 110 стрелкового полка.
- Сергушев, Василий Семёнович, сержант, командир миномётного расчёта 85 стрелкового полка.
- Серов, Владимир Вячеславович, сержант, командир расчёта 82-мм миномёта 110 стрелкового полка.